# 柴田勝頼
柴田 勝頼（しばた かつより、1979年11月17日 - ）は、日本の男性プロレスラー、総合格闘家。熊本県生まれ、三重県桑名市出身。AEW所属。血液型A型。2017年4月から2022年1月4日までの期間は、後述する負傷の影響により選手としての活動を休業していた。

## 来歴

### 少年時代
1979年11月17日、母の地元の熊本県で生まれる。元プロレスラーであり新日本プロレスのレフェリーも務めた柴田勝久を父にもって生まれた柴田は、父親の影響で何となく自分もプロレスラーになるんだろうと思っていたといい、幼稚園の頃から「プロレスはやるもの」だろうと自覚したという。
中学時代は、バスケットボール部に所属。三重県立桑名工業高等学校時代は、「体を鍛えたい」という一心で、柔道かレスリングのどちらかを始めようとした結果、レスリング部に入部。このときに、後にプロレスラーとしてしのぎを削り、時には共闘することになる後藤洋央紀と初めて顔を合わせた。1997年に全国高校生グレコローマン選手権81kg級に出場し、2回戦で中邑真輔に敗れた。高校の恩師が永田裕志の後輩で、その恩師が四日市で新日本の試合がある時に石澤常光と一緒にレスリングの練習を見に来てくれるなど、プロレスラーと接触する機会があり、「これはかなわないな」と、ますますプロレスに傾倒。また、その頃のプロレス界はちょうど新日本とUWFインターの対抗戦が始まった頃であり、柴田は若手の闘いに魅力を感じた。
レスリングの推薦で福岡大学への進学が決まっていたが、「大学に行ったら4年間プロレスラーになれない」との思いから高校の恩師と相談の上、恩師・父親と大学に出向き謝罪して推薦を取り消して貰い、新日本プロレスの入門テストを受けた。

### 新日本プロレス
1998年3月、新日本プロレスに入寮。1999年7月の札幌大会で当日に突然「オマエら靴（リングシューズ）持ってるか?」と聞かれ、急いでホテルに取りに行って、何とか間に合ってそのままプレデビュー戦に挑んだ。いきなりの試合なので何もわからず、技らしい技といえば、エルボー、チョップ、ボディスラム程度しか出さなかったが、本人は後に「ただ気持ちをぶつける。だけどそれがいちばん大事なんだって思いましたね」とこの時を話している。
10月10日、井上亘戦で正式デビュー。ヤングライオン時代はその井上と共にジュニアヘビー級の路線に割って入り、IWGPジュニアタッグ王座に挑戦したことがある。シングルでも当時ケンドー・カシンが保持するIWGPジュニアヘビー級王座に挑戦するなど健闘を見せた。
2000年4月、第8回ヤングライオン杯の公式戦で対戦した福田雅一が事故死する。
2002年4月、メキシコへ短期遠征するも、同年6月に目の治療により戦線を離脱。11月に復帰し、マスクを被り天山広吉と乱闘を繰り広げた。
2003年より魔界倶楽部入りし、魔界4号として活動。ファイトスタイルは蹴りを主体としたスタイルへと変貌し、以後はヘビー級レスラーとして活動をしていく。
11月3日、新日本プロレスのリングで天田ヒロミとK-1ルールで対戦、ファーストダウンを奪うものの、天田の膝蹴りでKO負け。
2004年5月3日、K-1戦士・武蔵とも異種格闘技ルールで対決し、武蔵からテイクダウンを奪うものの、「寝技制限20秒」というルールにより極められず、最後は左ハイキックでKO負けを喫した。
5月15日、ブラジルで開催されたJungle Fight 2に参戦。初挑戦となった総合格闘技ルールでアイスマンと対戦し、肩固めで一本勝ち。
2004年初め頃から会社側の意向で、柴田・中邑・棚橋弘至の3人が「新・闘魂三銃士」と呼ばれるようになるが、3人共にこのプランにあまり前向きではない反応を示し、特に柴田は「俺を新三銃士で括るな」と頑なに拒絶していた。

### ビッグマウス・ラウド
2005年1月、新日本プロレスと3度の契約更改交渉を行うも決裂して1月31日付で退団。2009年に行われた「DREAM12」の試合前インタビューにて、最強だと思っていた新日本プロレスの中で最も憧れていた「ケンドー・カシン」がPRIDEのリングでハイアン・グレイシーに敗北したことが退団の切っ掛けであったと語っている。2013年8月のインタビューで柴田はこれについて「やめるのも自分のプロレスのひとつ、一部であったと思います。それがなかったら自分じゃなかっただろうし。やめることが新日本だった」と語っている。同年5月14日の新日本プロレス東京ドーム大会に登場するも、翌週、上井文彦の興行会社ビッグマウスと契約を結んだ。
8月4日のビッグマウス主催大会「WRESTLE-1 GRAND PRIX 2005」に出場、プロレスリング・ノアの秋山準と対戦し13分46秒リストクラッチ式エクスプロイダーで敗北した。
8月10日、ビッグマウスとは7月末に契約を満了し、8月からは関連会社で村上和成が代表を務めるビッグマウス・ラウドに移籍をしたと発表。
11月5日、プロレスリング・ノアの日本武道館大会にて、KENTAとタッグを組み初参戦。
2006年3月22日、前田日明・船木誠勝らの脱退騒動もあった「BIG MOUTH ILLUSION III」での門馬秀貴戦は、門馬のプロレスへの適応が高かったこともあり（プロレス参戦2戦目であった）、柴田のベストバウトと言われるほど評価が高い。
7月2日、「BIG MOUTH ILLUSION VI」での佐々木健介戦で、ノーザンライトボムに受け身をとった際に健介の顔と柴田の膝が接触、後ほど健介は左眼窩底骨折と判明した。
8月20日をもって、ビッグマウス・ラウドを退団、フリーランスの形態（柴田曰く「これから全て責任を取る」）で他団体に参戦していく意向を明らかにした。これについて柴田は「月に一回しか試合が無いことに不安を感じていた」とコメントしている。仲の良いKENTAが所属し、かねてより継続参戦を希望していたノアのリングがフリーとしての初戦となることが決定した。
9月9日には、プロレスリング・ノア日本武道館大会にてタッグマッチが組まれ、KENTAと組んで田上明・潮崎豪組と対戦し勝利。

### 総合格闘技
2007年3月1日、本格的に総合格闘大会HERO'Sへの参戦を表明。また、船木誠勝とともにチームARMSを発足させたことも明らかにした。同3月12日、HERO'S 2007 開幕戦 〜名古屋初上陸〜で山本宜久と対戦し、1R開始9秒右フックでKO勝ち。HERO'S初戦を白星で飾った。試合後、谷川貞治HERO'S実行委員は柴田を「ダントツで良かった」「雰囲気がある。トーナメントに出したい」と絶賛した。また、試合に向けて20kg以上の減量を行い85kgにまで絞り、脂肪を落とした格闘技戦向けの肉体に変化した。この試合に勝利した柴田は興奮状態のままコーナーポストに登り絶叫し続け、セコンドの船木に宥められる。この映像シーンは柴田の「狂犬レスラー」をイメージを決定づける場面として、その後もTV等で使われた。
7月16日、HERO'S 2007 ミドル級世界王者決定トーナメント開幕戦でハレック・グレイシーと対戦。ハレックが体勢を崩した隙に一気に前に出るがハレックは無理やりテイクダウンを奪う。腕ひしぎ十字固めで一本負けとなった。試合後、柴田について谷川実行委員は「素質があるので、HERO'Sだけじゃなく、小さな大会でも海外でもいいから、とにかく試合経験を積んで強くなって欲しい」と話した。
9月17日、HERO'S 2007 ミドル級世界王者決定トーナメント決勝戦で桜庭和志と対戦、入場花道を全力疾走し、途中で転倒し前回り受身を取ってリングイン、試合開始前にセコンドとして来場していたヒクソン・グレイシーから受け取った花束を観客席に投げるなど興奮状態で試合開始。桜庭にテイクダウンを奪われると終始パウンドを受け続け、最後は腕ひしぎ十字固めで一本負けした。
10月28日、HERO'S KOREA 2007でホ・ミンソクと対戦。1Rの攻防でスタミナが切れ、2Rにパンチの連打を受けKO負け。
2008年5月11日、DREAM.3のミドル級グランプリ1回戦でジェイソン・"メイヘム"・ミラーと対戦し、マウントパンチによりTKO負け。
7月21日、DREAM.5で自ら志願して秋山成勲と対戦し、袖車絞めで絞め落とされ一本負け。
10月23日、DEEP初参戦となったDEEP 38 IMPACTで滑川康仁と対戦し、引き分けた。
12月31日、Dynamite!! 〜勇気のチカラ2008〜では桜井"マッハ"速人と対戦した。ゴングが鳴った途端、走って突っ込んで、マッハの顔面から流血させるなど抵抗するも一方的なマウントパンチを浴び続けTKO負けを喫した。試合後にマッハは「もっと経験を積めばチャンピオンを狙えると思います」と柴田を評価した。
2009年4月5日、DREAM.8でミノワマンとプロレスラー対決。随所にプロレス技を繰り出す展開で2R終了終盤にジャーマン・スープレックスを繰り出し判定勝ち。2年ぶりの勝利となった。
9月、師匠・船木のプロレス復帰に伴い、ARMSから桜庭のチームLaughter7に移籍。10月25日、DREAM初のケージ開催となったDREAM.12で試合1週間前にオファーを受けた新日本プロレスの元レスラー石澤常光とプロレスラー対決。パウンドでTKO勝ちを収めた。
12月31日、Dynamite!! 〜勇気のチカラ2009〜のDREAM vs SRC 対抗戦での泉浩と対戦し、総合デビュー2戦目の泉にスタンドで終始圧倒されて判定負けを喫した。
2010年6月6日、DEEP CAGE IMPACT 2010 in OSAKAでRYOと対戦し、0-3の判定負けを喫した。
10月24日、DEEP 50 IMPACTで中西良行と対戦し、パウンドによるTKO負けを喫した。
11月8日、K-1 WORLD MAX 2010 -70kg World Championship Tournament FINALで石井慧とDREAMルールで対戦し、アームロックで見込み一本負けを喫した。当初石井と対戦予定であったアンズ"ノトリアス"ナンセンが大会直前のドクターストップにより欠場となり大会前日になって参戦が発表されるほどの緊急参戦となった。

### プロレス回帰
2011年12月31日、DREAM&IGFの合同興行「FIGHT FOR JAPAN ～元気ですか!!大晦日2011!!」に桜庭和志と共に参戦し、IGFの鈴川真一&澤田敦士組とのタッグマッチに挑んだ。柴田としては5年ぶりのプロレスルールでの試合であった。試合は桜庭が澤田からTKOを奪い勝利したが、柴田は試合中にドロップキックを放ち着地の際に左腕から不自然な体勢で落下し、左手首を骨折した。
2012年8月12日、新日本プロレスが主催するG1 CLIMAX最終戦、両国国技館大会にスーツ姿で登場。お面を被った桜庭と共に新日本に対して「ケンカ、売りにきました。」と宣戦布告とも言えるマイクアピールを行った。9月23日、DESTRUCTIONにて、桜庭とのタッグで6年ぶりに新日本のマットに上がり、出場。ケンカを買った井上亘&高橋広夢組と対戦し、3分3秒という短時間で試合を制する。その後、KING OF PRO-WRESTLING、POWER STRUGGLEといった新日本のビッグマッチにスポット参戦し、いずれも真壁刀義&井上亘組を相手に勝利を収める。
2013年1月4日、レッスルキングダム7にて、真壁とシングルマッチで激突するも、キングコングニードロップでピンフォール負けを喫した。
2月10日、THE NEW BEGINNINGにて、桜庭とのタッグで、後藤洋央紀&井上亘組と対戦。高校時代の同級生である後藤とプロレスのリングで初めて対峙した。試合は桜庭が井上からピンフォール勝ちを収め、試合後、後藤と会話を交わし再戦を希望した。5月3日、レスリングどんたく 2013にて、後藤とシングルマッチで対戦。張り手が相討ちとなり、ダブルノックダウン状態となってしまい、そのまま二人とも起き上がることなく両者KOの裁定が下された。その後、DOMINION6.22で柴田が勝利、KIZUNA ROAD 2013最終戦で再び両者KOとなった。
8月、G1 CLIMAXに9年ぶりに出場。リーグ戦で後藤と同じブロックにエントリーされていたものの、後藤が7日の仙台大会で右下顎骨骨折を負い欠場。不戦勝扱いとなり、柴田は「早く治せ。復帰戦は俺がやってやるから」とコメントした。後藤戦の不戦勝を加えた柴田は5勝3敗という戦績で公式リーグ最終戦を迎え、11日の両国大会にて、棚橋弘至と対戦。勝てば決勝進出となる試合となったが、最後はスモールパッケージホールドでピンフォール負けを喫し、予選落ちとなった。
9月8日、WRESTLE-1の旗揚げ戦に参戦。船木誠勝&河野真幸組の対戦相手Xとして、桜庭と共に登場し、試合は桜庭が河野からチキンウィングフェイスロックでギブアップ勝ちを収めた。
12月7日、7年ぶりにプロレスリング・ノアに参戦。マイバッハ谷口とシングルマッチで対戦したが、マイバッハが刺又攻撃で暴走し反則勝ちとなった。この裁定に納得のいかない柴田はその場で再戦を申し入れると、バックステージに戻ったマイバッハを盟友であるKENTAの手によってリングへ引き戻され、要求通り再試合が行われた。再試合ではマイバッハの覆面を剥がす暴走っぷりを発揮し、最後はスリーパーホールドでレフェリーストップ勝ちを収めた。

### 2014年
レッスルキングダム8にて盟友・後藤洋央紀の復帰戦の相手を務め、最後は昇天・改に敗れた。試合後、場外で力なく倒れる後藤の許に駆け寄り共に肩を組みながら退場。試合後に「俺は今、青春をしている」というコメントを残した。2月9日、THE NEW BEGINNING in HIROSHIMAにて後藤と初めてタッグを組み、オカダ・カズチカ & YOSHI-HASHI組と対戦し快勝。翌々11日のTHE NEW BEGINNING in OSAKAにてオカダの保持するIWGPヘビー級王座に挑戦する後藤の後押しをしたが、後藤は敗戦。試合後に勝利を収めたオカダと向き合ったが、オカダから「（IWGP王座に）挑戦したいなら、NEW JAPAN CUP（以下「NJC」）優勝してから来い」と告げられ、3月より開催されたNJCに宣告通り出場したが、二回戦で敗戦した。
その後、自身が新日本に回帰したことに対して猛反発の姿勢を見せていた棚橋と抗争を開始。7月から開幕したG1にて棚橋と対戦し勝利、さらに同ブロックにエントリーされた中邑真輔からも勝利を収めた。DESTRUCTION in KOBEにて再び棚橋と対戦しハイフライフローに敗れた。試合後に棚橋の許へ歩み寄り、額と額を合わせると、「新日本を守ってくれてありがとう」と、棚橋に感謝の意を表わし、握手を交わして電撃和解を果たした。また、この時期より巡業にフル参戦するようになっていった。
11月8日、POWER STRUGGLEにてIWGPインターコンチネンタル王座を保持する中邑と対戦したがボマイェに敗れた。
11月から開幕したWORLD TAG LEAGUE（以下「WTL」）では、後藤とのタッグで出場。開幕から3連敗を喫するも、後半では巻き返しに成功し、公式リーグ戦を勝ち抜いて決勝へ進出。決勝戦でカール・アンダーソン & ドク・ギャローズ組を破り優勝を果たした。

### 2015年
レッスルキングダム9にてアンダーソン & ギャローズ組から勝利を収め、後藤と共にIWGPタッグ王座に戴冠。自身初となるベルト獲得を果たしたが、THE NEW BEGINNING in OSAKAにてリマッチを申し入れてきたアンダーソン & ギャローズ組に敗戦し、短期間で同王座から陥落した。その後、後藤のシングル戦線移行に伴い、自身もタッグ戦線から離脱を余儀なくされた頃、INVASION ATTACK 2015にて桜庭和志からギブアップ負けを喫したことから、次なる標的として桜庭に狙いを定めた。DOMINION 7.5 in OSAKA-JO HALLにて桜庭と対戦し、PKでピンフォール勝ちを収めた。
下半期よりG1公式リーグ戦で対戦した内藤哲也との遺恨が芽生え、DESTRUCTION in KOBEにて内藤と対戦したが、急所攻撃からのデスティーノに敗れた。試合後、悠々と花道から退場する内藤を追いかけて襲撃。バックステージにまで流れ込む大乱闘に発展したが、内藤がIWGP王座挑戦権利証戦線へ移ったため、これ以上の進展はなく抗争が終了した。11月、後藤と共にWTLに出場。結果として予選落ちに終わったが、公式リーグ初戦で対戦した中邑 & 石井組戦でNEVER無差別級王座を保持する石井から勝利を収める。さらにWTL最終戦の8人タッグマッチにおいても石井から直接勝利を収め、試合後にダウンする石井の腰にNEVER王座を置き、同王座挑戦を示唆した。

### 2016年
レッスルキングダム10にて石井から勝利を収めてNEVER無差別級王座を獲得し、自身初のシングル王座に戴冠を果たす。2月11日、THE NEW BEGINNING in OSAKAにて石井とのリマッチを制して初防衛に成功。試合後のコメントで、この日の試合で決起を誓った第三世代に対して「ケツの青い先輩」と一蹴し、今後は第三世代を相手に抗争していくことを示唆。3月3日に新日本の再入団を発表 した柴田は、公言通り「一人世代闘争」を展開。自身が保持するNEVER王座を賭けた試合で小島聡、天山広吉から勝利を収めてきたが、永田裕志に敗れて王座から陥落。それでもDOMINION 6.19 in OSAKA-JO HALLにて永田と再戦。PKで勝利を収めてNEVER王座に返り咲くと共に、永田から初勝利を収めた柴田は試合後、永田とそのセコンドに付いていた天山、小島、中西学らリング上で握手を交わし、永田からは「柴田がいれば新日本プロレスは大丈夫だ」と、賛辞を贈られた。
NEVER王座の返り咲きに成功した柴田は、その後も月一ペースで防衛戦を行い、本間朋晃、ボビー・フィッシュ、カイル・オライリーといった相手を退けてきたが、POWER STRUGGLEにて対戦したEVILに敗れ王座から陥落。間もなくしてイギリスに遠征し、11月10日、レボリューション・プロレスリング（略称 : RPW）に参戦した柴田は、ブリティッシュ・ヘビー級王座を保持するザック・セイバーJr.と対戦。この試合に勝利を収めて同王座を獲得。15日にシンガポールへと渡り、WRESTLING WORLD 2016 in SINGAPOREのメインイベントでEVILから勝利を収め、NEVER王座奪還に成功した。
11月、永田と共にWTLに出場。公式戦消化中の12月5日、京都大会にて後藤 & 石井組と対戦。CHAOSの一員となった後藤から勝利を収め、「中途半端に拍車がかかってるだけだ」と、痛烈な批判を浴びせた。10日、セキスイハイムスーパーアリーナ大会にてタッグマッチで後藤と対戦したが、今度は自身が後藤にピンフォール負けを喫する。試合後に「次は1vs1だ」と、コメントを残した後藤に呼応し、袂を分かったかつての盟友と翌年の東京ドーム大会で対戦することが濃厚となった。

### 2017年 - 長期欠場
レッスルキングダム11にて後藤に敗れ、NEVER王座から陥落した。試合後のコメントで柴田は、「リマッチしない」と昨年から一年に渡り関わってきたNEVER戦線から撤退する意向を示した。
その後はドーム大会の翌5日に新日本電撃復帰を果たした鈴木軍と抗争を展開した。3月6日、45周年旗揚げ記念日にてザック・セイバーJr.と対戦するも試合終盤に鈴木軍大将・鈴木みのるの介入に遭い、鈴木軍入りを果たしたザックからピンフォール負けを喫してブリティッシュヘビー級王座から陥落した。
さらに遺恨を深める中、NEW JAPAN CUP一回戦で因縁渦巻く鈴木と対戦。鈴木のダーティーファイトを切り抜け、PKで勝利を収める。勢いそのまま、二回戦、準決勝も突破し、決勝に進出する。決勝ではバッドラック・ファレと対戦し、パワー殺法やラフファイトに苦しむも、最後は勝利し優勝する。NEW JAPAN CUP優勝者に付与される王座選択権を獲得すると、オカダの保持するIWGPヘビー級王座に挑戦表明した。
4月9日、SAKURA GENESIS 2017にてオカダと対戦し、38分を超える壮絶な打撃戦の末にレインメーカーに敗れた。試合後、ふらつく足取りでバックステージに退場し、コメントブースに向かう途中で倒れ込んでしまい救急車で都内の病院に搬送された。搬送先の病院での検査の結果、急性硬膜下血腫と診断され、10日未明に処置のための手術を受けた。本人曰く、手術直後の時点では医師から「生存率は18%」と言われたそうで、実際に後遺症で視野の右半分が全く見えなくなった（その後リハビリで多少回復するも、2023年時点で右下1/4は依然見えない状態）。
8月13日のG1 CLIMAX27優勝決定戦の休憩時間にリングに登場。ファンの大歓声に迎えられ若干目に涙を浮かべつつ「生きてます！以上！」とだけアピールした。
12月14日、この年実働約3か月ながらも、その3か月間の活躍が認められ東京スポーツ・プロレス大賞敢闘賞を受賞。

### 2018年
3月に新日本プロレス・ロサンゼルス道場が新設されたことに伴い、柴田がヘッドコーチに就任。指導を行いながら復帰を目指す。

### 2021年
新日本プロレスワールド内のNJPW STRONGの日本語解説を務める。
10月21日、G1 CLIMAX31優勝決定戦の休憩後に突如ハーフパンツスタイルで登場。事実上の復帰を果たし、ザック・セイバー・ジュニアと5分間のグラップリングルールで対戦した。そして、試合後のマイクで、「次、このリングに立つ時は、コスチュームで。以上！」とアピールした。
12月15日、両国国技館大会の第4試合終了後にスーツ姿で登場し、2022年1月4日の東京ドーム大会で復帰する事を自らの口で発表した。

### 2022年
1月4日、新日本プロレスのビッグマッチ、WRESTLE KINGDOM 16にて、海外武者修行中の成田蓮とのシングルマッチにて復帰。当初は打撃なしのキャッチレスリングルールが予定されていたが、当日に「ルール変更しよう。プロレスだ。成田、やれんのか、おい！」と通常ルールに変更。バックドロップや串刺し式ドロップキックなど、ブランクと負傷の影響を全く感じさせない攻撃を見せ、最後はPKを叩き込み勝利した。
その後は新日本での試合は組まれなかったものの、「アメリカで自分が取ってきた試合はしていい」という話になり、個人でAEW等の団体と交渉。11月2日（米国時間）に行われたAEWの大会に登場した。AEWオールアトランティック王座を保持するオレンジ・キャシディを救出すると、キャシディの差し出した契約書にサインし、前述のIWGP戦以来5年半振りとなるタイトルマッチが電撃決定した。
12月28日、10月に死去したアントニオ猪木の追悼イベントとして行われたINOKI BOM-BA-YE × 巌流島 in 両国では、UWFルールで行われたメインイベントでトム・ローラーと対戦し、グラウンド卍固めで勝利。試合後のマイクでは猪木への感謝を語った。

### 2023年
2023年に入り、新日本のロサンゼルス道場がNJPW ACADEMYに改組されることになり、ヘッドコーチを辞任。新日本との契約は残るものの他団体に自由に出場できる、いわゆる「専属フリー」状態となった。
3月31日、アメリカの団体ROHデビューを果たし、カリフォルニア州ロサンゼルスのSupercard・of・Honorでウィーラー・ユウタを破ってROHピュア王座を獲得。史上13人目のROHピュアチャンピオンとなった。
6月1日、LA道場の愛弟子アレックス・コグリンとの試合でROHピュア王座ベルトを防衛。
8月26日、イギリスの団体RPW 11周年大会でエル・ファンタズモとタッグを組み、LA道場の愛弟子ゲイブ・キッド & デビッド・フィンレー組と対戦。柴田エル・ファンタズモ組の勝利。
12月24日、新日本との契約を終了し、AEWへの入団を発表。同月3日にNumberに掲載された天龍源一郎との対談で長期欠場後は新日本及びブシロードの方針で日本では試合を組ませてもらえないことを明かしている。

### 2025年
2025年1月4日、『WRESTLE KINGDOM 19』で、HOUSE OF TORTUREの襲撃を受けた棚橋弘至を救出。「もし疲れてなければ、明日、試合しませんか？」と提案。翌5日、『Wrestle Dynasty』で棚橋と5分間のエキシビションマッチを行い、時間切れ引き分け。試合後のリングで両者は握手。柴田は人差し指を立てて「もう１回」をアピールした。
2月12日放送の『AEWダイナマイト』で、柴田、フック、サモア・ジョーのユニットが「The Opps」と名付けられ正式に発進。
4月16日放送の『ダイナマイト』で、柴田とジョーはパワーハウス・ホブスとタッグを組み、デス・ライダーズ（ジョン・モクスリー、クラウディオ・カスタニョーリ、ウィーラー・ユウタ）を破り、AEW世界トリオ王座を獲得。柴田にとってAEW初の王座獲得となった。

## 得意技

### フィニッシュ・ホールド
PK（ペナルティー・キック）
現在の柴田のフィニッシャー。相手をスリーパー・ホールドで締め落として尻餅をつかせたあと助走して相手の胸板にサッカーボールを蹴るかの如くキックを叩き込む。柴田は「（スリーパー・ホールドからの）一連の流れを総称してPKとなる」と語っている。
G2PK（ゴー・ツー・ペナルティー・キック）
相手をgo 2 sleepの体勢で顔面に膝蹴りを見舞って背後にあるロープをあずけて反動をつけ、体を起こそうとする相手の胸板にサッカーボールを蹴るかの如くキックを叩き込む。
go 2 sleep
相手をファイヤーマンズキャリーの体勢で両肩に担ぎ上げ、相手の上半身を左手で下から押し上げて、軽く宙に浮き上がらせた相手の体を自身の正面へと落下させ、相手が落ちてくるのに合わせて自身は左足を振り上げて相手の顔面や胸板に左足で突き上げるような膝蹴りを叩き込む。柴田の盟友でもあるKENTAの技。

### 打撃技
サッカーボールキック
仰向けになった相手の上半身を引き起こして、尻餅をついた状態にさせて相手の背中にサッカーボールを蹴るかの如くキックを叩き込む。
フロント・ハイキック
打撃合戦の他、相手をターンバックルに叩きつけると同時に飛び上がりながら顔面を蹴りつけるムーブを得意としている。
顔面ウォッシュ
コーナーに座り込んだ相手の顔面を靴底で何度もこすり上げる。ダメージそのものより相手に屈辱感を与えるのが目的の技。対角線のコーナーから助走を付けて高く跳び上がり滞空時間の長いドロップキックで相手の顔面を蹴りつける。
串刺しドロップキック
コーナーに座り込んだ相手に対して、対角線のコーナーから助走を付けて高く跳び上がり相手の顔面を蹴りつける。柴田の盟友でもあるKENTAの指導を受けて習得したため、フォームもKENTAと酷似している。
エルボー
エルボー・スマッシュ
柴田が使う打撃技の中でも、コンスタントに使用される技。
エルボー・スタンプ
張り手
相手が繰り出す打撃技に合わせてカウンター気味に放たれる。この後にPKへ移行するなど相手をグロッキー状態に追い込む際に有効に使用される。
レインメーカー式張り手
バックハンドブロー
ペースチェンジとして使用される。上記の張り手と同様、主に相手の動きを止める場合に用いられる。
ヘッドバット
試合終盤に繰り出され、自身の額から流血するほどの威力を誇る。
各種キック
ローキック、ミドルキック、ハイキック、ローリング・ソバット
ごくまれに使用される。
膝蹴り
ニーリフト
キッチンシンク
走ってきた相手のみぞおち付近に、斜め前方側からカウンターの膝蹴りをやや横向きに叩き込む。

### 投げ技
ブレーンバスター
雪崩式ブレーンバスター
ヘソ投げ式バックドロップ
相手の腰を持ってブリッジを効かせて投げるバックドロップ。
武者返し
主にカウンターで使用される。両腕をしっかりクラッチするようにして投げる変形のSTO。魔界4号時代は「魔界カッター」と称された。
DRAGON GATEのYAMATOも同名の技を使用するが、全く別の技である。
フロント・ネックチャンスリー・ドロップ
主に串刺し低空ドロップキックを放った後に使用される。
ダブルアーム・スープレックス
スリーパースープレックス
スリーパーホールドで極めた体勢から相手の片脇に片腕を差し込み片羽絞の要領で抱え直し、後ろへ反り投げながら相手を後頭部からマットに突き刺していく。投げきった後、自らもその勢いで後方へ回転して再度スリーパーホールドで極めていくパターンもある。
ペディグリー
リバース・フルネルソンの体勢から相手を持ち上げつつジャンプし、顔面をマットに叩きつけていく。トリプルHの持ち技として有名。プロレス回帰後から使用されていたが、現在では見られなくなった。
牛殺し
柴田の盟友である後藤の得意技。ファイヤーマンズキャリーの体勢から前方に旋回しながら投げつつ、自らの左膝に相手の頸椎を打ちつける変形のバックブリーカー。元々は、後藤とのシングルマッチで掟破りという形で披露されたが、その後も継続して使用されており自らの技の一つとしている。

### 締め技・関節技
スリーパーホールド
スタンディング式の同技から尻もちを付かせる。フィニッシャーのPKへ繋ぐ印象が強いがグラウンドで絞め続けたり、PKを決めた後に胴締め式に移行してそのままレフェリーストップを取る場合もある。
腕極め袈裟固め（鬼殺し）
袈裟固めに捕らえた相手の片腕を自ら両足で挟みこみ、自身の両腕を相手の首にガッチリロックして締め上げる変形袈裟固め。
相手の片腕を両足に挟んだ状態で決めるプロレス式の袈裟固め。
獣神サンダー・ライガー、矢野通も同名の技（鬼殺し）を使うが、いずれも別の技。
チキンウィングフェイスロック
片腕を羽交い絞めにした状態で極めるフェイスロック。
トライアングル・アームバー（柴田クラッチ）
裏十字の形で、相手の首に三角絞めの体勢で足を絡めて腕を伸ばす。腕挫三角固とも言われる。船木とのスパーリングでトライアングル・アームロックを受けてこの技を使うようになったという。
腕極め卍固め
相手の左腕を自らの右足で絡めて極める型を得意としており、柴田が若手時代に開発した技。2012年プロレス復帰以降は使用されていなかったが、2014年のNEW JAPAN CUP一回戦にて久々に披露された。
パロ・スペシャル
ジャッキー・パロの型ではなく、ウォーズマンの使用しているのと同型。卍固めの体勢から移行して極める場合が多い。
ゆでたまごの嶋田隆司が2014年に復刊した「ゴング」0号のコラムにて、「柴田選手を『キン肉マン』の超人に例えるならウォーズマンですね」と評したことがきっかけで使用し始めた。
足4の字固め
試合序盤で使用される古典技のひとつ。
クロス式キャメルクラッチ
ヤングライオン時代の得意技。相手の両足をデスロック状に固めた状態でのキャメルクラッチ。現在は、オカダ・カズチカが同型の技をレッドインクの名称で使用している。

### 合体技
ダブル牛殺し
後藤との合体技。相手をコーナーに乗せ、2人がかりでデッドリードライブをかける要領で相手をリング内に投げつつ互いの膝を立て、立てた膝に相手の頭部を叩きつける。
スイカ割り
これも後藤との合体技。後藤がファイヤーマンズキャリーの要領で相手を持ち上げ前方に投げ、柴田が膝蹴りで追撃をかける、2人でかけるgo 2 sleepのような技。杉浦貴&高山善廣も同型の合体技を使用している。技名の由来は、IWGPタッグ王座挑戦の際に対戦相手のドク・ギャローズのフェイスペイントをスイカに例えて、「ギャローズを叩き潰す→スイカみたいな物を蹴り飛ばす→なら、技名はスイカ割りでいいか。」という理由から名付けられた。

## タイトル歴

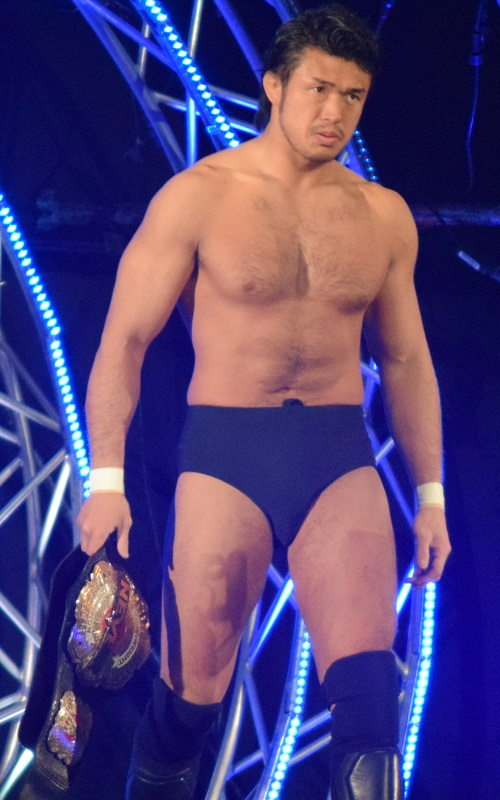
NEVER無差別級王座を手にする柴田

AEW
- AEW世界トリオ王座 : 1回（第8代）

パートナーはサモア・ジョー&パワーハウス・ホブス。
新日本プロレス
- NEVER無差別級王座 : 3回（第10、12、14代）
- IWGPタッグ王座 : 1回（第65代）

パートナーは後藤洋央紀。
- NEW JAPAN CUP 優勝 : 1回（2017年）
- WORLD TAG LEAGUE 優勝 : 1回（2014年）

パートナーは後藤洋央紀。
ROH
- ROHピュア王座 : 1回（第13代）

RPW
- RPWブリティッシュ・ヘビー級王座 : 1回（第16代）

プロレス大賞
- 敢闘賞（2017年）

## 入場曲
- 「Takeover」 - LOW IQ 01

## 戦績

### 総合格闘技
| 総合格闘技 戦績 | 総合格闘技 戦績 | 総合格闘技 戦績 | 総合格闘技 戦績 | 総合格闘技 戦績 | 総合格闘技 戦績 | 総合格闘技 戦績 |
| --------------- | --------------- | --------------- | --------------- | --------------- | --------------- | --------------- |
| 16 試合         | (T)KO           | 一本            | 判定            | その他          | 引き分け        | 無効試合        |
| 4 勝            | 2               | 1               | 1               | 0               | 1               | 0               |
| 11 敗           | 5               | 4               | 2               | 0               | 1               | 0               |

| 勝敗 | 対戦相手                       | 試合結果                           | 大会名                                                                | 開催年月日     |
| ×    | 桜井隆多                       | 2R 3:04 TKO（パウンド）            | DEEP 55 IMPACT 【DEEPミドル級王者査定試合】                           | 2011年8月26日  |
| ×    | 石井慧                         | 1R 3:30 チキンウィングアームロック | K-1 WORLD MAX 2010 -70kg World Championship Tournament FINAL          | 2010年11月8日  |
| ×    | 中西良行                       | 1R 4:06 TKO（パウンド）            | DEEP 50 IMPACT 〜10年目の奇跡〜                                       | 2010年10月24日 |
| ×    | RYO                            | 5分3R終了 判定0-3                  | DEEP CAGE IMPACT 2010 in OSAKA                                        | 2010年6月6日   |
| ×    | 泉浩                           | 5分3R終了 判定0-3                  | Dynamite!! 〜勇気のチカラ2009〜                                       | 2009年12月31日 |
| ○    | 石澤常光                       | 1R 4:52 TKO（左フック→パウンド）   | DREAM.12                                                              | 2009年10月25日 |
| ○    | ミノワマン                     | 2R（10分/5分）終了 判定3-0         | DREAM.8 ウェルター級グランプリ2009 開幕戦                             | 2009年4月5日   |
| ×    | 桜井"マッハ"速人               | 1R 7:01 TKO（マウントパンチ）      | Dynamite!! 〜勇気のチカラ2008〜                                       | 2008年12月31日 |
| △    | 滑川康仁                       | 5分3R終了 判定0-0                  | DEEP 38 IMPACT                                                        | 2008年10月23日 |
| ×    | 秋山成勲                       | 1R 6:34 袖車絞め                   | DREAM.5 ライト級グランプリ2008 決勝戦                                 | 2008年7月21日  |
| ×    | ジェイソン・"メイヘム"・ミラー | 1R 6:57 TKO（マウントパンチ）      | DREAM.3 ライト級グランプリ2008 2nd ROUND 【ミドル級グランプリ 1回戦】 | 2008年5月11日  |
| ×    | ホ・ミンソク                   | 2R 1:31 KO（スタンドパンチ連打）   | HERO'S KOREA 2007                                                     | 2007年10月28日 |
| ×    | 桜庭和志                       | 1R 6:20 腕ひしぎ十字固め           | HERO'S 2007 ミドル級世界王者決定トーナメント決勝戦                    | 2007年9月17日  |
| ×    | ハレック・グレイシー           | 1R 3:05 腕ひしぎ十字固め           | HERO'S 2007 ミドル級世界王者決定トーナメント開幕戦                    | 2007年7月16日  |
| ○    | 山本宜久                       | 1R 0:09 TKO（右フック→パウンド）   | HERO'S 2007 開幕戦 〜名古屋初上陸〜                                   | 2007年3月12日  |
| ○    | アイスマン                     | 1R 0:52 肩固め                     | Jungle Fight 2                                                        | 2004年5月15日  |

### キックボクシング
| キックボクシング 戦績 | キックボクシング 戦績 | キックボクシング 戦績 | キックボクシング 戦績 | キックボクシング 戦績 | キックボクシング 戦績 | キックボクシング 戦績 |
| --------------------- | --------------------- | --------------------- | --------------------- | --------------------- | --------------------- | --------------------- |
| 1 試合                | (T)KO                 | 判定                  | その他                | 引き分け              | 無効試合              |                       |
| 0 勝                  | 0                     | 0                     | 0                     | 0                     | 0                     |                       |
| 1 敗                  | 1                     | 0                     | 0                     | 0                     | 0                     |                       |

| 勝敗 | 対戦相手   | 試合結果                            | 大会名                                                              | 開催年月日    |
| ×    | 天田ヒロミ | 2R 2:08 KO（3ノックダウン：膝蹴り） | 新日本プロレス YOKOHAMA DEAD OUT 〜死線を越えた闘い〜 【K-1ルール】 | 2003年11月3日 |

## 人物・エピソード

### プロレスとの出会い
プロレスラーを志す者のほとんどは、どこかでプロレスとの出会いというものがあるとされているが、柴田は「生まれた時からそういう環境だった」と答えている。幼少期の頃、母の地元である熊本へ巡業に来ていた多くの選手に抱っこされ、普通の家庭よりもプロレスと近い距離で接してきた柴田は、生まれたその時点から生活とプロレスが密接に関係している特異な人生を歩んでいた。
湯沢直哉は、「プロレスラーになるべくしてなったような男」と称している。

### ファイトスタイル
魔界倶楽部の一員として復帰して以降、キックを主体としたシュート系スタイルに変貌を遂げ、テレビや雑誌等で喧嘩ストロングスタイルの異名をとった。負けようが、体が動かなくなろうが、立ち上がって相手に向かっていこうとする姿勢は、藤田和之といった先輩レスラーからも賞賛の言葉を送られており、特に柴田のことを可愛がっていた天龍源一郎は、柴田の新日本退団の際に「柴田くらい負けん気のある若い奴はいない」と語っていた。一方で「技が軽い」「プロレスが出来ない」などの批判的な声も上がっていたが、新日本所属時代は、中邑真輔や棚橋弘至と活気に溢れたファイトを展開し、上記の天龍や藤田のような格上の選手にも印象に残る試合をしていることから、潜在的な高いセンスを彷彿とさせた。
ビッグマウス・ラウド撤退後、船木誠勝の指導の下、「ステロイド剤などを一切使わず、脂肪ではなく筋肉だけを付けて身体を大きくする」ことを目標に肉体改造を行い、現在のような肉体に変貌を遂げた。プロレス回帰後は随所でアントニオ猪木を意識したムーブを見せるようになっている。

### プロレス観
プロレスに関しては、気持ちを込めることを大切にしており、後に新日本に復帰したことに関して「自分が思うのはなにもかも新しくしてしまうのではなくて、やっぱり大事にとっておかないといけない部分はなきゃダメなんです。それを後に受け継いでいかなきゃいけないっていうのはあると思うんで。去年（2012年）、何年ぶりかで新日本に出て、それがすごく欠けているなって思いました。だから自分はほかと試合が違って見えるんじゃないですか。もってるものが違うんで。だけどどっちも今のファンに受け入れられてるのは、面白い現象だと思ってます。俺はこうだ、こうだっていうのがぶつかり合うのがプロレスのだいご味のような気もするので」と述べている。
新日本を退団してから再入団するまでについての動向を端折った形で理解されるのを嫌う。「よく勘違いされるのは新日本をやめて総合を始めたと思われてるんです。そうじゃない。やめたあとにフリーでやって、ビッグマウスラウドやって、フリーとしてNOAHに出て、いろいろ経験した中で総合で試合したっていう。いろんな流れが全部つながってるんですよ。なのに新日本を辞めて総合行って、また帰って来たみたいに言われるのは端折られていてすごくイヤなんです。そこに自分の人生があるわけですから。それが自分のプロレスですから」と述べている。
プロレスラーとなって以降の道筋も異例と言える柴田は、自らをプロレス界における「超異質」と位置付けている。

### その他
- 前述の通り後藤とは高校の同級生だが、後藤が大学卒業後に新日本プロレスに入団したのに対して、柴田は高校卒業と同時に新日本に入団したため、プロレスラーとしては柴田が4年先輩である。他にも中邑と田口隆祐が同い年の後輩であり、棚橋と鈴木健想も柴田より年上だが、1年後輩にあたる。また柴田の同期である井上は柴田より6歳年上である。
- 後藤が練習中の負傷で一度新日本を退団した際には、柴田は自分の家に後藤を居候させてリハビリを助けた。
- 2005年よりほぼ同じファイトスタイルを持つKENTAとタッグを組んでプロレスリング・ノア出場。柴田のノアへの継続参戦はなかったものの、この日を境にKENTAとプライベートで交流する仲にまで進展し、後にプロレスにおいては互いの得意技を伝授するなど、ソウルメイトと呼び合うほどの関係にある。
- 2010年1月16日の朝、心筋梗塞で父が急逝した。前日には「元気だよ」とメールを見たばかりだったというが、母からは「倒れた」と電話での連絡を受けて東海道新幹線などで実家に戻る途中の車内で「ダメだったー」というメールを受けて通路で泣き崩れたという。親子の最後の対面は死亡する3か月程度前で、高卒後に独立したせいもあってか「親子の時間を大切にすればよかった」、「お互い酒好きなのに殆ど一緒に飲まなかった」、「メールや電話が多くてあまりじっくり話をしなかった」という。その後は母だけ実家に残され、帰省回数を増やしたという[33]。
- 理想の試合として、1995年10月9日に行われた「新日本対UWFインター全面戦争」の第1試合、永田裕志 & 石澤常光 vs 桜庭和志 & 金原弘光戦を挙げている。柴田は「これこそがプロレスなんだ!って思いましたね。この試合を見てプロレスラーになろうと決めました」と語っている。
- 幼少期の頃、プロレスを知って最初に好きになった選手として初代タイガーマスクの名を挙げている。自身がタイガーマスクの覆面を被って父親と共に写った写真が残っていたり、タイガーマスクのデザインが施された自転車に乗っていたほど、当時の柴田にとっては心惹かれた存在だったという[1]。
- 中学時代は、時代的に男子のプロレスファン率が非常に高く、「プロレスのレフェリーの息子」という肩書きから柴田は一目置かれるように存在だった。ある日、父・勝久が授業参観のために校舎に入ろうとするところを、クラスメイトが父親の姿を見ようと、教室の窓に群がる一幕もあった、と回顧している[34]。
- 小学校の卒業文集の将来の夢にも「プロレスラー」と書いていた柴田だったが、中学時代はプロレス中継が深夜の時間帯に移ったことから見る機会をなくし、プロレスから気持ちが離れていたらしく、将来の夢についても消防士になろうと考えていた時期があった[2]。
- 2018年に棚橋弘至が語ったところによると「ボクがベビーフェースって言われていますけど、新日本で一番のベビーフェースって柴田勝頼なんですよ」「柴田さん、嫌いなひとのほうが少ないじゃないですか。だからボクもすごい力もらったし」とのこと[35]。

## テレビドラマ出演
- 「ウルトラマンガイア」第34話「魂の激突!」（1999年、TBS） - プロレスラー 役
- 「ANISAVA」（テレビ埼玉他、2016年1月2日 - ） - ニコラス 役（日本語吹替）[36]

## 共著書籍
- 後藤洋央紀『同級生 魂のプロレス青春録』（2014年12月9日、辰巳出版）ISBN 978-4777813179